# Монастир святого апостола Андрія Первозваного (Кам'янець-Подільський)
Монастир святого апостола Андрія Первозваного в Кам'янці-Подільському) — монастир Української греко-католицької церкви в м. Кам'янець-Подільський Хмельницької области.

## Історія
Обитель св. ап. Андрія Первозванного була заснована як місійна станиця сестер-редемптористок 1 листопада 2006 року у Кам'янці-Подільському. Сестри прибули на запрошення отців-редемптористів з церкви священномученика Йосафата, отримавши благословення від митрополита Тернопільсько-Зборівського архиєпископа Василія Семенюка.
Головним напрямком служіння сестер є катехизація дітей та робота з молоддю:
- Катехитичні групи: діють чотири групи для дошкільнят, дітей, які готуються до Першої сповіді, дітей після Причастя, а також спільнота для підлітків «Добрий Пастир».
- Літургійне виховання: сестри займаються з дітьми в аматорському хорі та організовують дитячий спів під час Літургій.

Сестри також активно працюють з молодіжною спільнотою «Нове покоління», дбаючи про їхнє духовне, культурне та патріотичне виховання. Молодь організовує молитовні чування та інші заходи, виконуючи місійне служіння.
Крім того, сестри опікуються Школою духовності та Святого Письма для дорослих, де учасники мають можливість глибше вивчати Біблію. До їхніх обов'язків також належить догляд за чистотою храму та забезпечення літургійного співу.

## Настоятельки
- с. Тадея Яртим.